# Шебој
Шебој (Erysimum cheiri) је двогодишња или вишегодишња зељаста биљка из фамилије купуса (Brassicaceae). Иницијални ареал распрострањења обухвата Европу и област Медитерана. Због своје орнаменталности, радо је и широко узгајан, па је ареал шебоја човек проширио на источну Азију (Јапан), Америке и Аустралију. У природи се шебој не среће, те се претпоставља да је настао вештачки, хибридизацијом у Грчкој.

## Опис биљке[3]
Шебој расте у форми полужбуна, висине 20—70 cm. Корен му је вретенастог облика, разгранат и сиве боје. Биљка при основи надземног дела често одрвенела, стабло је разгранато, усправно или устајуће. Листови су издужено ланцетасти, на врху ушиљени. Цветови су густо сакупљени у вршне гроздасте цвасти. Крунични листићи су различито обојени — могу бити жути, наранџасти, златно-мрки, до црвени или љубичасти. Цвета од маја до јуна. Плод је љуска, у којој су семена поређана у једном или два реда. Семе је светломрке боје, округло, величине до 3 mm.

## Значај
Шебој се већ у античко доба широко узгајао, и користио у народној медицини у јужној Европи. Поседује антиреуматска, спазмолитичка, кардиотонична, диуретична, експекторансна, офталмичка, пургативна и ресолвентна својства. Садржај есенцијалног уља у цвету је око 0,06%. Ово уље има пријатан мирис кад се разблажи, те се користи у индустрији парфема.
Данас се шебој ретко узгаја због лековитог дејства (нпр. у северној Индији, Ираку), већ углавном због своје лепоте, као украсна баштенска биљка. Среће се као мотив у народној и уметничкој поезији на српском језику (нпр. у песми Моја комшиница Алексе Шантића). Српски назив ове биљке води порекло од турске речи (тур. şebboy).